# 이동준 (작곡가)
이동준(李東峻, 1967년 2월 5일 ~ )은 대한민국의 작곡가, 음악감독이다.

## 활동
영화, 드라마, 공연 및 뮤지컬, 광고음악 등 다양한 영역에서 활발한 작품활동을 펼치고 있다.
영화 “은행나무 침대”에서 한국적인 정서와 헐리우드스타일의 사운드를 완벽하게 조화시킨 음악을 선보임으로써 엔터테인먼트전문지 <버라이어티>를 비롯한 세계 유수의 미디어로부터 높은 평가를 받았으며 이후 많은 작품에서 감동을 극대화하는 드라마틱한 음악으로 “영화에 혼을 불어넣는 작곡가”라는 찬사를 받고있다
2014년 아시아 축구 연맹 주관 대회에서 사용하는 AFC 앤섬을 작곡하였다.

## 작곡 목록
- 은행나무 침대 테마곡
- AFC 앤섬